# The Art of Rebellion
Albums de Suicidal Tendencies
Lights...Camera...Revolution!
(1990) Still Cyco After All These Years
(1993)
Singles
1. Nobody Hears
Sortie : 1992
2. Asleep at the Wheel
Sortie : 1992
3. I'll Hate you Better
Sortie : 1992

The Art of Rebellion est le sixième album studio du groupe de crossover trash californien Suicidal Tendencies. Il est sorti le 30 juin 1992 sur le label Epic Records et a été produit par Peter Collins.

## Historique
Cet album fut enregistré entre novembre 1991 et février 1992 dans les studios Ocean Way Recording studios de Hollywood et Ground Control de Santa Monica en Californie. Le batteur R.J. Herrera ayant quitté le groupe avant l'enregistrement de cet album, le groupe loue les services de Josh Freese, un batteur de session qui participa aussi à l'album Sarsippius' Ark d'Infectious Grooves le projet parallèle de Mike Muir et Robert Trujillo. Jimmy DeGrasso deviendra le nouveau batteur de Suicidal Tendencies dès la sortie de l'album.
Avec cet album, le groupe poursuit la progression musicale entamée avec l'album précédent. La basse de Robert Trujillo est encore plus "funky", la musique incorpore des sons plus expérimentaux et régulièrement les guitares
abandonne le son saturé pour un son clair. Néanmoins le son "thrash" n'est pas absent.
Cet album se classa à la 52e place du Billboard 200 aux États-Unis.

## Liste des titres
| No  | Titre                                           | Auteur                | Durée |
| --- | ----------------------------------------------- | --------------------- | ----- |
| 1.  | Can't Stop                                      | Mike Muir             | 6:39  |
| 2.  | Accept My Sacrifice                             | Muir, Robert Trujillo | 3:30  |
| 3.  | Nobody Hears                                    | Muir, Rocky George    | 5:34  |
| 4.  | Tap Into the Power                              | Muir, Mike Clark      | 3:43  |
| 5.  | Monopoly of Sorrow                              | Muir                  | 5:13  |
| 6.  | We Call This Mutha Revenge                      | Muir, Clarke          | 4:51  |
| 7.  | I Wasn't Meant To Feel This/Asleep at the Wheel | Muir                  | 7:07  |
| 8.  | Gotta Kill Captain Stupid                       | Muir, Clarke          | 4:02  |
| 9.  | I'll Hate You Better                            | Muir, Clarke          | 4:18  |
| 10. | Which Way To Free?                              | Muir, George          | 4:30  |
| 11. | It's Going Down                                 | Muir                  | 4:27  |
| 12. | Where's the Truth                               | Muir, George          | 4:14  |

## Musiciens
Suicidal Tendencies
- Cyco Miko Muir: chant
- Rocky George: guitares
- Mike Clark: guitares, chœurs
- Robert Trujillo: basse, chœurs

Musiciens additionnels
- Josh Freese: batterie
- John Webster: claviers
- Denis Karmazyn: violoncelle

## Charts

### Album
| Pays                                 | Durée du classement | Meilleur classement | Date            |
| ------------------------------------ | ------------------- | ------------------- | --------------- |
| Allemagne (GfK Entertainment)        | 11 semaines         | 35e                 | 17 août 1992    |
| Canada (RPM)                         | 7 semaines          | 56e                 | 8 août 1992     |
| États-Unis (Billboard 200)           | 10 semaines         | 52e                 | 18 juillet 1992 |
| Nouvelle-Zélande (RMNZ Albums Top40) | 1 semaine           | 40e                 | 23 août 1992    |

### Singles
| Single               | Chart                    | Durée du classement | Position | Date             |
| -------------------- | ------------------------ | ------------------- | -------- | ---------------- |
| Asleep at the Wheel  | (Alternative Songs)      | 6 semaines          | 21e      | 8 août 1992      |
| Nobody's Hear        | (Mainstream Rock Tracks) | 7 semaines          | 28e      | 28 novembre 1992 |
| I'll Hate You Better | (Mainstream Rock Tracks) | 5 semaines          | 34e      | 13 mars 1993     |